# Червеноточкова тинеста змия
Червеноточковите тинести змии (Farancia erytrogramma) са вид влечуги от семейство Смокообразни (Colubridae).
Срещат се в югоизточните части на Съединените американски щати
Таксонът е описан за пръв път от френския ботаник Амброаз Мари Франсоа Жозеф Пализо дьо Бовоа през 1802 година.